# 荻野純
荻野 純（おぎの じゅん、1989年 - ）は日本の男性漫画家。愛知県出身。

## 経歴
ジャンプSQ.コミックグランプリ2009年4月期にて「伝説の存在になった少女」で審査員特別賞を受賞。同グランプリ2009年8月期にて「夢見る少女と夢少女」で佳作を受賞。『ジャンプスクエア』2013年4月号より『γ -ガンマ-』を連載開始。

## 人物
怪獣が好きで、自らが執筆した『γ -ガンマ-』7話のマイティ・ブロウの鉄拳で怪獣を吹き飛ばすシーンに心を痛めるほど。『γ -ガンマ-』ではアナログ環境で執筆していた。またMDやVHSを愛用している。しゃべるのが苦手。

## 作品リスト

### 連載
- γ -ガンマ-（『ジャンプスクエア』2013年[4] - 2014年）
- 透明人間の骨（『少年ジャンプ+』2017年9月26日[5] - 2018年3月13日）
- セメルパルス semelparous（『コミック百合姫』2020年1月号 - 連載中）

### 読み切り
- 伝説の存在になった少女（未掲載、2009年） - ジャンプSQ.コミックグランプリ2009年4月期審査員特別賞。
- 夢見る少女と夢少女（『ジャンプSQ.II』Vol.4、2009年） - ジャンプSQ.コミックグランプリ2009年8月期佳作。『ジャンプSQ. Comic Selection Vol.2』に収録。
- 涙を許した地獄の使者（『ジャンプスクエア』2010年5月号）
- カミガリガリ（『ジャンプSQ.19』2011年秋号）
- 可能性世界を駆ける少女（原作：藤崎竜、『ジャンプSQ.19』Vol.3、2012年[6]）
- たくさんのはじめて（『Lガールズ』1巻、2016年） - カバーイラストも担当。
- 透明人間の骨（『週刊ヤングジャンプ』2016年31号[7]）
- あやうく疎遠（『Lガールズ』2巻、2016年）
- 未だ見ぬ明日に（『少年サンデーS』2016年11月号）
- 互いのガーディアン（『コミック百合姫』2016年11月号）
- 姉妹（『Lガールズ』3巻、2016年）
- 憧れのお姉さん（『COMIC X-EROS』2017年2月号）
- 好きになる（『Lガールズ』4巻、2017年）
- とばりアディクション（『Lガールズ』5巻、2017年）
- 疎遠になった友達〜元トモ〜（『少年ジャンプ+』2019年5月21日、『となりのヤングジャンプ』2019年10月11日 - 2019年10月18日）

### 書籍
- 『γ -ガンマ-』集英社〈ジャンプ・コミックス〉2013年 - 2014年、全5巻
- 『透明人間の骨』集英社〈ヤングジャンプコミックス〉、全4巻
  1. 2017年11月17日発売[8]、ISBN 978-4-08-890730-7
  2. 2017年12月19日発売、ISBN 978-4-08-890787-1
  3. 2018年2月19日発売[9]、ISBN 978-4-08-890864-9
  4. 2018年3月19日発売、ISBN 978-4-08-891011-6
- 『セメルパルス semelparous』一迅社〈百合姫コミックス〉、既刊3巻
  1. 2020年4月16日発売[10]、ISBN 978-4-7580-2109-8
  2. 2020年12月18日発売、ISBN 978-4-7580-2194-4
  3. 2021年8月18日発売、ISBN 978-4-7580-2278-1

## 出演
- imagine-nation（NHKワールドTV） 特集：荻野純「γ-ガンマ-」（2014年2月19日放送）[11]

## 関連人物
- 安藤正基 - アシスタント[2]。
- 相羽紀行 - アシスタント[2]。